# Matej Kosorin
Matej Kosorin [matěj kosorin] (* 3. dubna 1997 v Brodském) je slovenský fotbalový záložník či útočník, od března 2015 působící v A-týmu FK Senica. Jeho starší bratr Jakub je také fotbalista. Je bývalý slovenský mládežnický reprezentant.

## Klubová kariéra
Svoji fotbalovou kariéru začal v Baníku Brodském, odkud v průběhu mládeže odešel do klubu FK Senica. V zápase 21. kola nejvyšší dorostenecké ligy 29. 4. 2014 proti Partizán Bardejov byl hráč v ohrožení života, když po jednom ze soubojů spadl na zem, udeřil se do hlavy a zapadl mu jazyk. 25. února 2015 vyhrál za podzim 2014 anketu o nejlepšího sportovce města roku 2014 v kolektivní kategorii U19.

### FK Senica
V průběhu jarní částí sezony 2014/15 se propracoval do prvního mužstva. Ve slovenské nejvyšší soutěži debutoval pod trenérem Jozefem Kostelníkem v ligovém utkání 20. kola, 6. března 2015, proti MFK Košice (výhra 3:1), když v 77. minutě vystřídal svého bratra Jakuba.